# Jožef Bagari
Jožef Bagari (madž. Bagáry József), slovenski pisatelj in rimskokatoliški duhovnik na Ogrskem, * 8. januar 1840, Murska Sobota; † 14. maj 1919, Murska Sobota.

## Življenje
Njegov oče je bil nižji plemič Jožef Bagari, mati pa Slovenka Katarina Monek. Prvi gimnazijski razred je obiskoval v Novigradu (nem. Güns, madž. Németújvár, Gradiščanska, Avstrija), druge razrede v Sombotelu. V sedmem in osmem razredu je bil mali semeniščnik. Mašniško posvečenje je prejel 14. julija 1866. V Svetem Juriju pri Rogašovcih je kaplanoval do 1867. Od 1867 do 1869 je deloval v Črenšovcih, potem na Tišini (1870-1874) in v Murski Soboti (1874).
Od septembra 1874 bil je dušni pastir v Martjancih, od 1903 je bil dekan dekanije Murska Sobota. Leta 1912 se je preselil nazaj v Mursko Soboto.
Leta 1871 je  napisal nov učbenik za prekmurske šole v prekmurščini s slovensko abecedo. Z Jožefom Borovnjakom in Jožefom Pustajem je uredil prekmursko katoliško pesmarico in širil slovenske Mohorjeve knjige med Muro in Rabo.

## Dela
- Perve knige – čtenyá za Katholičanske vesničke šolé na Povelênye drüžbe svétoga Števana správlene: po Bárány Ignáci pripravnice vučitel – ravniteli (1871)
- Krscsánszko katholicsánszke cerkvene peszmi sz potrejbnimi molitvami i vnógimi vogrszkimi peszmami. Za skolnike, katholicsánszko mladézen, ino za vszákoga pobozsnoga krscseníka. Vö dáne od Drüstva szvétoga Stevana. Prvi natisz. (1893)